# Gamsspitze (Glocknergruppe)
Die Gamsspitze (auch: Gamskopf) ist ein 3157 m ü. A. hoher Berggipfel der Glocknergruppe in Osttirol. Die Erstbesteigung des Gipfels erfolgte am 12. August 1920 durch Übergang vom Gramul und über den Oberen Südwestgrat.

## Lage
Die Gamsspitze liegt im Süden der Glocknergruppe in der Kernzone des Nationalparks Hohe Tauern bzw. im Nordosten der Gemeinde Kals am Großglockner. Sie liegt zwischen dem Gramul (3276 m ü. A.) im Nordosten und dem Salzkogel (2986 m ü. A.) im Südwesten, wobei die Gamsspitze vom Salzkogel durch die Obere Fruschnitzscharte (2939 m ü. A.) getrennt wird. Die Nordwand der Gamsspitze fällt steil zum Fruschnitzkees ab, im Osten befindet sich das Teischnitzkees. Südöstlich der Gamsspitze liegt der Talschluss des Teischnitztals (Finsteres Tal). Nächstgelegene Schutzhütten sind im westlich gelegenen Kalser Dorfertal das Kalser Tauernhaus und östlich die hoch über dem Tal des Teischnitzbaches gelegene Stüdlhütte.

## Aufstiegsmöglichkeiten
Der Normalweg auf die Gamsspitze führt ausgehend von der Straße zur im Kalser Tal gelegenen Moaralm zunächst am Fußweg ins Teischnitztal. Nach der Pfiangalm verläuft der weitere Anstieg weglos entlang des Teischnitzbaches bis unter die Südflanke der Gamsspitze. Der Schlussanstieg erfolgt über steile Flanken mit wenig Kletterei zum Gipfel (I). Alternativ kann die Gamsspitze durch Übergang vom Gramul (II) oder den Oberen Südwestgrat (II) erfolgen.